# Hârlău
Hârlău (også stavet Hîrlău, rumænsk udtale: [hɨrˈləw]; hebraisk: חרלאו; ungarsk: Harló) er en by i distriktet  Iași i Vestmoldavien, Rumænien. Byen har 10.349 (2021) indbyggere. Den var en af de fyrstelige hofbyer i Moldavien, i det 15. århundrede. En landsby, Pârcovaci, er administreret af byen.

## Geografi
Byen ligger i den nordvestlige del af distriktet, 28 km fra Târgu Frumos og  70 km fra distriktsbyen, Iași. Den ligger tæt på grænsen til distriktet Botoșani, 48 km  syd for byen Botoșani. 
Hârlău ligger på bredden af Bahlui-floden. Den krydses af nationalvej DN 28B, som er en del af Europavej E58. Togstationen i Hârlău er endestation for CFR Linje 607, som starter ved jernbanestationen i Iași .